# Platymantis akarithymus
Platymantis akarithymus är en groddjursart som beskrevs av Brown och Tyler 1968. Platymantis akarithymus ingår i släktet Platymantis och familjen Ceratobatrachidae. IUCN kategoriserar arten globalt som sårbar. Inga underarter finns listade i Catalogue of Life.